# S100P
S100P (англ. S100 calcium binding protein P) – білок, який кодується однойменним геном, розташованим у людей на короткому плечі 4-ї хромосоми.  Довжина поліпептидного ланцюга білка становить 95 амінокислот, а молекулярна маса — 10 400.
| 10         |  | 20         |  | 30         |  | 40         |  | 50         |
| ---------- |  | ---------- |  | ---------- |  | ---------- |  | ---------- |
| MTELETAMGM |  | IIDVFSRYSG |  | SEGSTQTLTK |  | GELKVLMEKE |  | LPGFLQSGKD |
| KDAVDKLLKD |  | LDANGDAQVD |  | FSEFIVFVAA |  | ITSACHKYFE |  | KAGLK      |

A: Аланін

C: Цистеїн

D: Аспарагінова кислота

E: Глутамінова кислота

F: Фенілаланін

G: Гліцин

H: Гістидин

I: Ізолейцин

K: Лізин

L: Лейцин

M: Метіонін

N: Аспарагін

P: Пролін

Q: Глутамін

R: Аргінін

S: Серин

T: Треонін

V: Валін

Білок має сайт для зв'язування з іонами металів, іоном кальцію. 
Локалізований у клітинній мембрані, цитоплазмі, ядрі, мембрані, клітинних відростках.